# Matilda Bruckner
Matilda Tomaryn Bruckner (...) è una studiosa e specialista della letteratura medievale francese e del romanzo cavalleresco del XII e XIII secolo, autrice e curatrice di quattro libri sul roman, Chrétien de Troyes e le donne trovatore.

## Carriera professionale
Bruckner ottiene il suo A.B. al Bryn Mawr College e il M.Phil. e Ph.D. alla Yale University. Ha insegnato alla Princeton University per otto anni, prima di accettare nel 1983 la cattedra di professore di francese al Boston College.

## Pubblicazioni
- (EN) Chrétien Continued: A Study of the Conte du Graal and its Verse Continuations. New York: Oxford UP, 2009.
- (EN) Songs of the Women Troubadours, with Laurie Shepard and Sarah White. New York: Garland, 1995 (revised paperback edition 2000).[2]
- (EN) Shaping Romance: Interpretation, Truth, and Closure in Twelfth-Century French Fictions. Philadelphia: U of Pennsylvania P, 1993.[3][4]
- (EN) Narrative Invention in Twelfth-Century French Romance: The Convention of Hospitality (1160-1200). Lexington: French Forum, 1980.[5][6]